# نمپا، آلبرتا
نمپا، آلبرتا (به انگلیسی: Nampa, Alberta) یک منطقهٔ مسکونی در کانادا است که در آلبرتا واقع شده‌است. نمپا ۳۶۴ نفر جمعیت دارد و ۵۷۰ متر بالاتر از سطح دریا واقع شده‌است.